# هورست آرندت
هورست آرندت (آلمانی: Horst Arndt؛ ۱۹ سپتامبر ۱۹۳۴ – ۱۸ اکتبر ۲۰۱۴) قایقران روئینگ اهل آلمان بود.
وی در مسابقات کشوری و بین‌المللی در مجموع برندهٔ ۲ مدال طلا، ۱ مدال نقره شده‌است.